# WDR 2
WDR 2 est une station de radio publique musicale créée en 1950, appartenant au groupe Westdeutscher Rundfunk. Elle se concentre sur la musique pop contemporaine et l'information ciblant un public adulte de 25 à 59 ans et atteint en 2013 une moyenne d'environ 3,3 millions d'auditeurs par jour.

## Identité visuelle

Logo de WDR 2 de 2004 à 2012
Logo de WDR 2 depuis 2012